# Michel de Virville
Michel de Virville, de son nom complet Michel Davy de Virville, né le 13 mai 1945 dans le 15e arrondissement de Paris, est directeur honoraire du Collège des Bernardins.

## Biographie
Né à Paris, le 13 mai 1945, Michel de Virville est le fils du botaniste Adrien Davy de Virville.
Titulaire d'un doctorat en statistiques mathématiques, il est ingénieur de recherche au CNRS de 1968 à 1975. Il devient ensuite adjoint au directeur du Centre d'études et de recherches sur les qualifications jusqu'en 1984. De 1984 à 1986, il est conseiller technique au cabinet de Pierre Mauroy, puis de Laurent Fabius alors premiers ministres. Il est ensuite pendant deux ans conseiller technique auprès du Délégué à l'emploi avant de devenir directeur de cabinet de Jean-Pierre Soisson, ministre du Travail, de l'Emploi et de la Formation professionnelle de 1988 à 1991. Il devient conseiller maître à la Cour des comptes. En 1993, il entre dans le groupe Renault dont il devient secrétaire général avant de prendre également en charge la direction des ressources humaines en [1998]. Il y est secrétaire général jusqu'en 2008. 
En 2003, il est nommé par François Fillon alors ministre des Affaires sociales, du Travail et de la Solidarité, à la tête d'une commission chargée de faire des propositions sur la modernisation du droit du travail français. Remis en janvier 2004, ce rapport, Pour un droit du travail plus efficace, plus connu sous le nom de rapport Virville, sera controversé. Il préconise une nouvelle forme du contrat de travail avec par exemple la création d'un "contrat de mission", permettant de recruter un cadre ou du personnel qualifié, le temps d'un projet déterminé.
Il est membre de la Commission pour la libération de la croissance française, dite commission Attali (juin 2007-janvier 2008 et avril 2009-octobre 2010).
Membre de la Commission des relations du travail et du travail du Medef, il en est nommé président.
Le 31 janvier 2008, présenté par le Medef, il est élu à la présidence de l'Unedic, organisme paritaire responsable du régime d'assurance chômage, pour une durée de deux ans où il succède à Annie Thomas (CFDT).
Chargé par l'Union des industries et métiers de la métallurgie, une des fédérations influentes du Medef, il négocie le versement d'une prime de départ à Denis Gautier-Sauvagnac, visé par une affaire de retraits d'argent en espèce. Mis en cause par les médias, il est mis en examen à propos de son rôle dans cette négociation. Michel de Virville démissionne le 1er mars 2008 de tous les mandats qu'il possède au titre du Medef, dont la présidence de l'Unedic, où il est remplacé par Geoffroy Roux de Bézieux. ll bénéficie ensuite d'un non lieu au terme de l'instruction.
Il rentre à la Cour des comptes en septembre 2008 à la chambre sociale dont il préside une des sections. Il quitte la Cour atteint par la limite d'âge en mai 2014.
Il dirige le Collège des Bernardins lors de sa réouverture en 2008 jusqu'à mai 2014 où il est remplacé par Hubert du Mesnil.
Il est chargé en novembre 2013 d’une mission interministérielle de facilitation et de concertation permanente sur le compte personnel de prévention de la pénibilité. Il remet son rapport au gouvernement en juin 2014. Il est à nouveau sollicité sur ce même sujet avec Christophe Sirugue et Gérard Huot. Ils remettent en juin 2015 un rapport à Manuel Valls premier ministre dont les conclusions sont reprises en compte dans la loi Rebsamen.
Il est administrateur de l'AFPA depuis 2015 et du fonds de gestion du compte pénibilité. Il est depuis avril 2016 vice-président du Fonds d'expérimentation territorial contre le chômage de longue durée, présidé par Louis Gallois.
Il est adjoint au maire de Saint-Aubin-du-Perron (Manche) depuis mars 2014 et conseiller territorial à la communauté de communes de Coutances Mer et bocage.

## Décorations
- Commandeur de l'ordre national du Mérite Il est directement fait commandeur le 14 novembre 2016[5].
- Officier de la Légion d'honneur Il est fait chevalier le 29 mars 1993[6], puis est promu officier le 12 juillet 2013[7].

## Sources
- fiche biographique sur le site de Renault (archivé par Internet Archive)
- fiche biographique sur l'école du management de Paris